# X 97050
 (décembre 2022).
Si vous disposez d'ouvrages ou d'articles de référence ou si vous connaissez des sites web de qualité traitant du thème abordé ici, merci de compléter l'article en donnant les références utiles à sa vérifiabilité et en les liant à la section « Notes et références ».
Les X 97050 sont des autorails français d'un seul élément pour voie métrique, dont la première unité est mise en service sur les chemins de fer de la Corse en 1989.
L'arrivée de ces sept autorails, cinq unités livrées en 1989 et 1992 et deux unités en 1997, a permis une refonte totale de l'offre de service sur la ligne principale Bastia-Ajaccio, avec des temps de parcours diminués et un confort amélioré. Ils sont souvent associés aux six remorques XR 9700, composant habituellement des rames de deux voitures (une motrice et une remorque).

## Histoire
Avec une fréquentation accrue surtout pendant la période estivale, et le vieillissement du matériel X 2000 et X 5000 utilisé de façon intensive, la SNCF gestionnaire du réseau informe la CTC d'un besoin urgent de nouvelles rames, pour affronter la demande de transport. C'est ainsi que cinq autorails série X 97050 sont commandés en 1988 et en 1991 aux établissements Soulé à Bagnères-de-Bigorre, spécialisés dans le matériel pour voie métrique. Ces autorails bénéficient de l’expérience acquise par Soulé avec la rame « Soulé-Garnéro » livrée en 1984 aux Chemins de fer de Provence.
Deux autres autorails identiques plus puissants sont commandés en 1996, pour étoffer la disponibilité du matériel utilisé intensément en période estivale.
Les sept engins sont dotés après quelques années de service lors de grandes révisions, de deux moteurs MAN (pour unifier la motorisation et l'entretien) placés sous la caisse de la motrice, avec transmission directe, par l'intermédiaire de deux boîtes de vitesse hydrauliques automatiques, aux deux bogies de la motrice. Ces modifications sont reconnaissables aux deux grilles centrales de ventilation des moteurs, placées au milieu de la caisse de chaque côté.

## Description

### Caractéristiques techniques
Les X 97050 sont des autorails monocaisse réversibles circulant sur voie métrique. Longs de 18,280 m, leur masse en ordre de marche est de 35,6 t. La caisse est intégralement (structure et revêtement) constituée en acier semi-inoxydable. Chaque extrémité est équipée d'une cabine de conduite pourvue d'un dispositif absorbant l'énergie d'une éventuelle collision frontale.

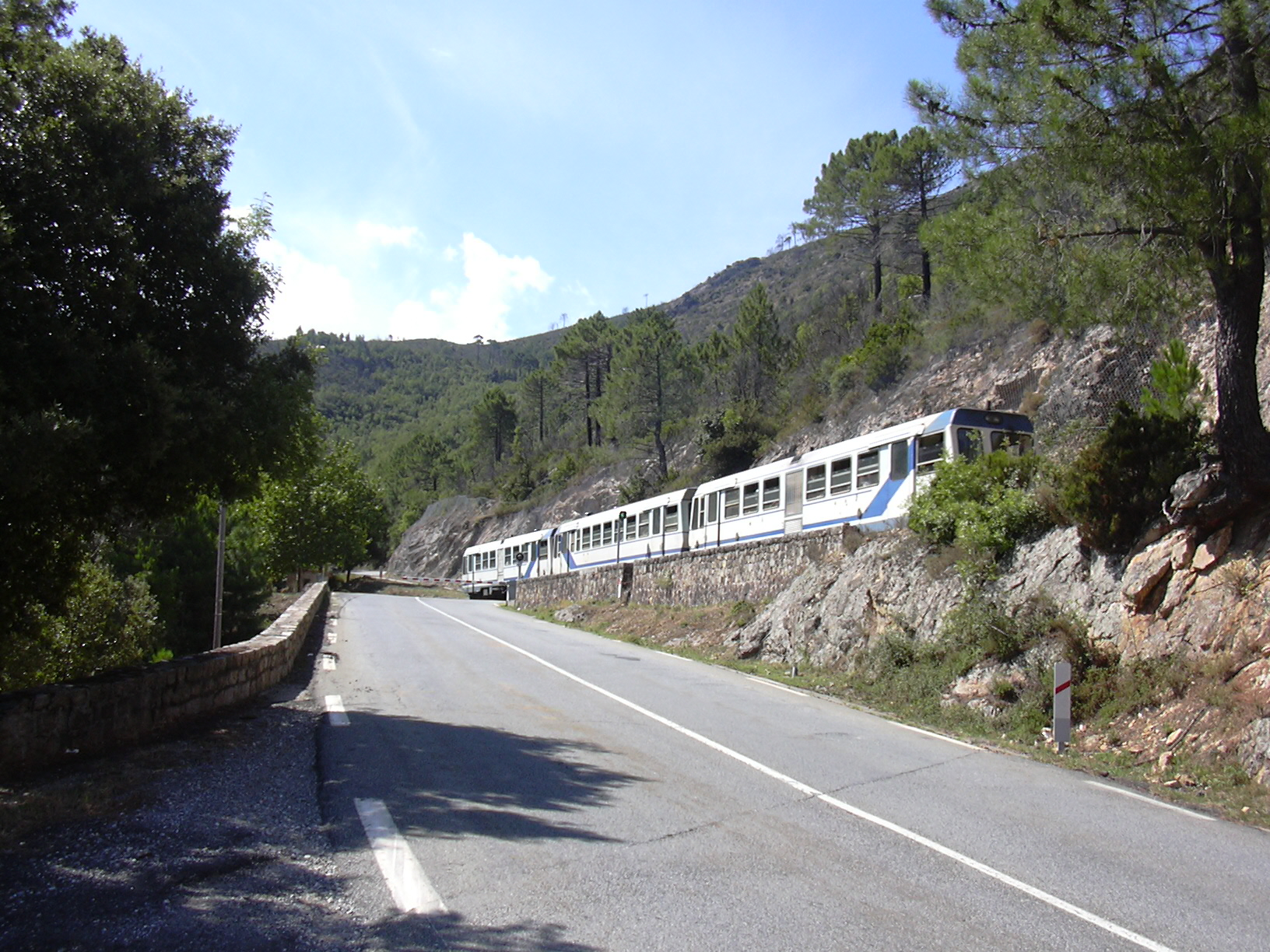
Composition à trois éléments (deux autorails encadrant une remorque).

Ils sont équipés de construction de deux moteurs diesel suralimentés disposés sous la caisse. Pour les cinq premiers autorails, il s'agit de moteurs SACM-Poyaud d'une puissance de 177 kW ; pour les deux derniers, ce sont des moteurs Cummins de 216 kW. La transmission Voith est hydraulique à commande automatique. Les deux bogies sont moteurs.
Le projet initial est de créer des rames de deux éléments (une motrice et une remorque). Ce sont donc six remorques, faisant partie de la série XR 9700, qui sont livrées avec les sept motrices X 97050 aux CFC. Celles-ci sont de longueur et d'apparence identique aux motrices avec un entre-axe de bogies de 12,00 m mais leur masse n'est que de 26,4 t. Afin de créer des compositions réversibles de deux véhicules, une cabine de conduite est installée à une extrémité des remorques ; lorsque les rames desservaient la ligne Bastia-Ajaccio, cette extrémité de la remorque était toujours orientée vers Ajaccio.
Sur les autorails et les remorques, un tampon central, un dispositif d'attelage et des conduites d'accouplement permettent la traction d'une remorque ou la conduite en couplage à quatre caisses au maximum en service normal, ou six caisses par dérogation,.
La vitesse maximale des X 97050 est de 90 km/h.

### Aménagements intérieurs

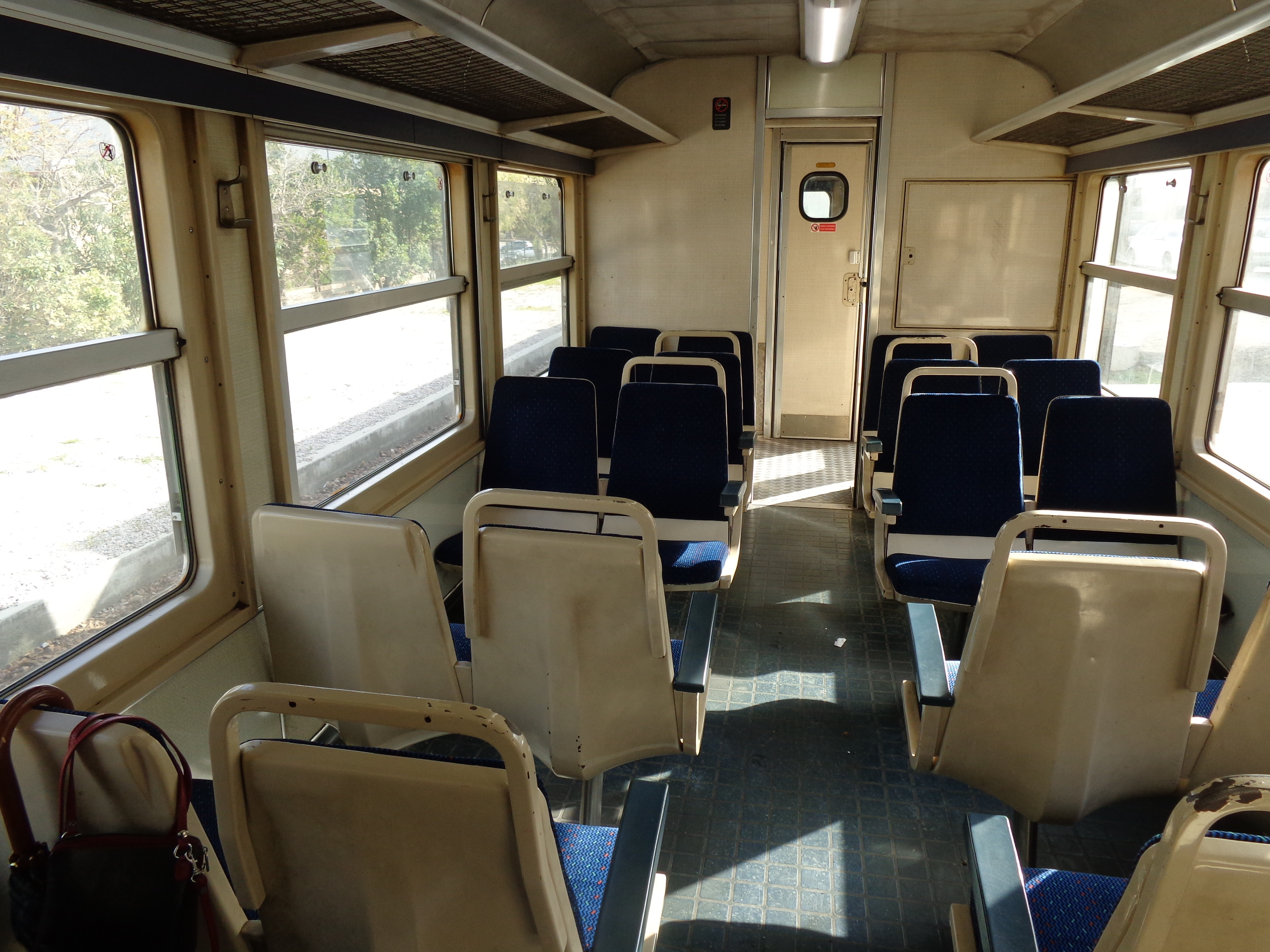
Espace voyageurs.

Le compartiment voyageurs des motrices, accessible par des portes coulissantes placées à ses deux extrémités, offre 44 places assises en classe unique, disposées en 2 x 2 de part et d'autre d'une allée centrale. Quatre strapontins et un emplacement aménagé pour une personne à mobilité réduite complètent cet ensemble. L'autorail dispose également d'un compartiment à bagages de 5 m2.
Les remorques, pour leurs parts, ont une capacité de 54 places assises dont la disposition est comparable à celle des autorails ; la plus grande capacité est permise par l'absence des locaux techniques qui occupent la partie centrale de la caisse. Ces remorques sont en outre équipées d'un W.C chimique..
Les espaces accessibles aux voyageurs, sur les motrices comme sur les remorques, sont chauffés grâce à un brûleur à combustible liquide, et la ventilation est assurée par les fenêtres semi-ouvrantes, mais la climatisation n'est pas installée. Les cabines de conduite sont chauffées elles par des radiateurs électriques.

## Exploitation

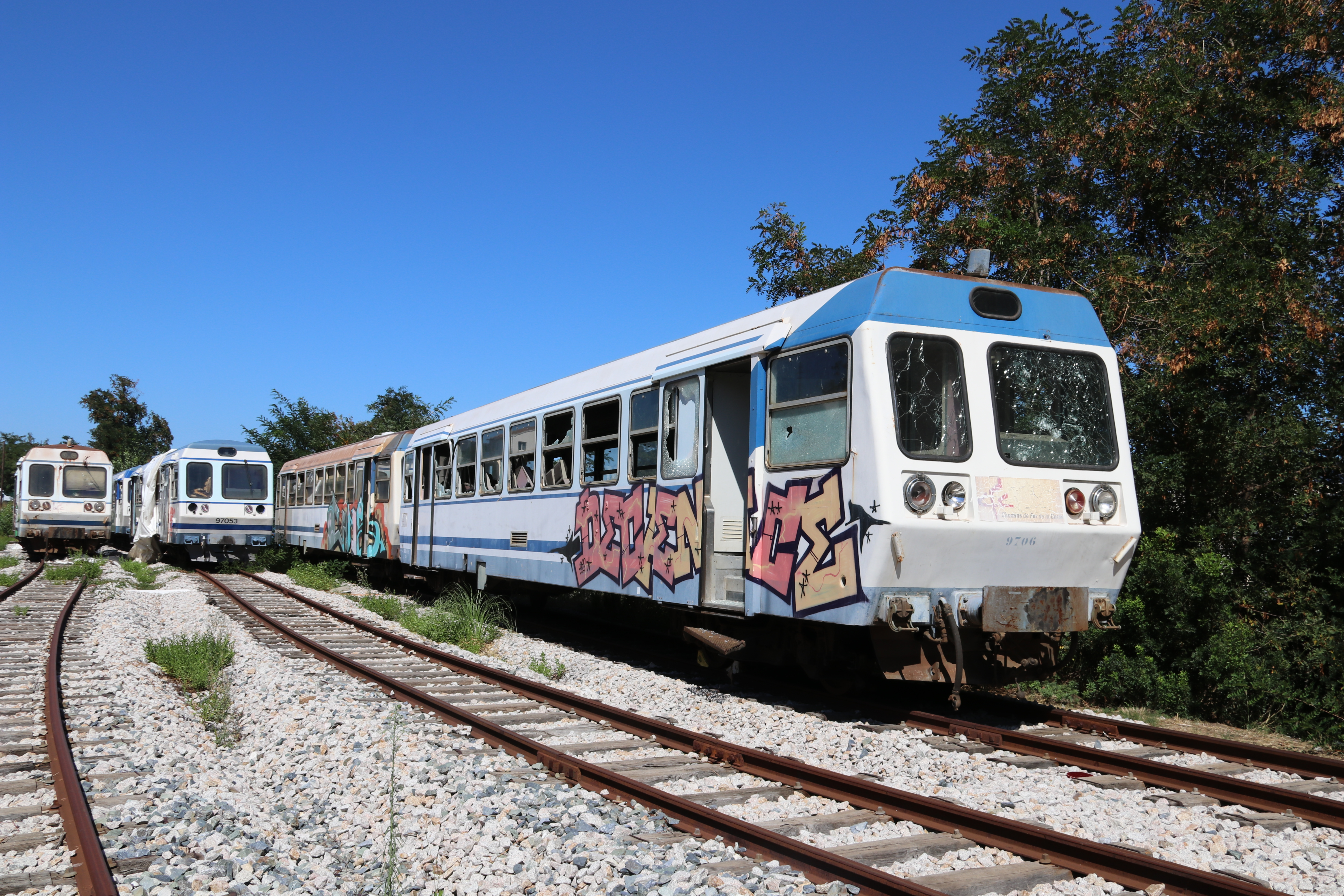
Cinq rames Soulé hors service, radiées et vandalisées sur les voies de remise des ateliers des CFC de Casamozza en 2019.

Les motrices et leurs remorques sont entretenues à l'atelier des CFC de Casamozza. 
Les X 97050 ont assuré les trains Bastia-Ajaccio sur la ligne centrale de 1989 jusqu'en 2012, soit 23 ans de service, avant d'être remplacés par les autorails AMG 800. Au XXIe siècle elles assurent, entre autres, des rames du « Tramway de la Balagne » (desserte cadencée organisée en haute saison entre Calvi et l'Ile-Rousse), et des trains périurbain de Bastia. Le plus souvent les rames suivent la composition classique, un autorail et une remorque, mais en cas de forte affluence prévue, des compositions de quatre éléments peuvent être créées, soit deux autorails placés aux extrémités et deux remorques intercalées au milieu. Des autorails peuvent aussi circuler seuls en période creuse.
En 2014, La Collectivité territoriale de la Corse, propriétaire du matériel, demande un diagnostic sur l'état des engins au cabinet "Sigma Conseil". Le rapport rendu en décembre 2014, après visites et inspections des engins, indique que trois autorails et trois remorques sont aptes à circuler en l'état ; trois autorails et une remorque, garés en bon état, demandent des travaux de rénovation ; un autorail et deux remorques sont inaptes à circuler et nécessitent d'importantes réparations.
Fin 2016, la CTC lance un appel d'offres pour la modification et la rénovation de deux remorques.
Les aménagements intérieurs des deux remorques Soulé 9701 et 9702 sont modifiés en 2017 afin d'augmenter leur capacité pour les navettes de la Balagne. Elles roulent avec les motrices 97054 et 55, les 97056 et 57 étant en réserve à Bastia. Début 2022, ce sont trois X 97050 qui assurent la desserte de cette ligne.